# Dubinomjer
Dubinomjer je naprava ili mjerni instrument za mjerenje dubine vode, najčešće mora. Ručni dubinomjer ili olovnica upotrebljava se od samih početaka plovidbe, a čini ga uzica s utegom. Duljina uzice potrebna da se uteg spusti na dno pokazuje dubinu. Ultrazvučni dubinomjer ili eholot danas je u najširoj upotrebi i sastavni je dio opreme gotovo svih većih plovila. Služi za navigaciju, oceanografska mjerenja i drugo, te omogućuje mjerenje dubine s broda u plovidbi, a temelji se na jednolikom širenju ultrazvuka u vodi. Dubina se određuje mjerenjem vremena potrebnog ultrazvučnom impulsu odaslanu s površine da dospije do dna i da se vrati natrag na površinu. Uz brojčani podatak o trenutnoj dubini većina ultrazvučnih dubinomjera daje i slikovni prikaz reljefa morskog dna ili podvodnih objekata. Uz osnovnu namjenu, takvi se uređaji mogu rabiti i za pronalaženje ribljih jata, mjerenje debljina leda i slično

### Sonar
Sonar (prema engl. Sound Navigation and Ranging: navigacija i određivanje udaljenosti s pomoću zvuka) je hidroakustički uređaj za podvodno motrenje. Radi na osnovi širenja zvučnih valova pod vodom, u čujnom (zvučnom) ili nečujnom (ultrazvučnom) području. Aktivni sonar s pomoću predajnika odašilje zvučne impulse; udaljenost nekog tijela određuje se mjerenjem vremena između odašiljanja impulsa i njegova povratka nakon odbijanja (refleksije) od tijela, a smjer tijela (azimut) određuje se na osnovi karakteristike usmjerenosti prijamnika. Današnji aktivni sonari uglavnom pretražuju (skeniraju) prostor dio po dio, a podvodnu situaciju prikazuju na zaslonu u obliku panoramske slike. Pasivni sonar prima podvodne zvukove što ih proizvodi neko tijelo (brod, podmornica, torpedo) svojim djelovanjima. Proučavanjem tih zvukova određuje točan položaj tijela, a uz pomoć računalne baze zvukova i vrstu tijela, pripadnost, njegovo trenutačno djelovanje i drugo. Prednost je pasivnih sonara u odnosu na aktivne to što pri radu ne otkrivaju motritelja. Za civilne namjene rabe se sonari najrazličitije složenosti, za otkrivanje ribljih jata (ehosonder), određivanje dubine (eholot; dubinomjer) i podvodnu orijentaciju, mjerenje brzine kretanja, te za znanstvena i oceanografska istraživanja. U vojnoj primjeni, sonar služi na podmornicama za otkrivanje drugih podmornica i površinskih brodova, njime su opremljena samonavođena torpeda; za otkrivanje podmornica površinskim je brodovima sonar pričvršćen na trup ili ga tegle za sobom, a postoje i njime opremljeni helikopteri, koji primopredajnik s pomoću užeta spuštaju u more i tako pretražuju podmorje, ne ometajući sonar šumovima vlastita pogona.